# Biologia nella narrativa

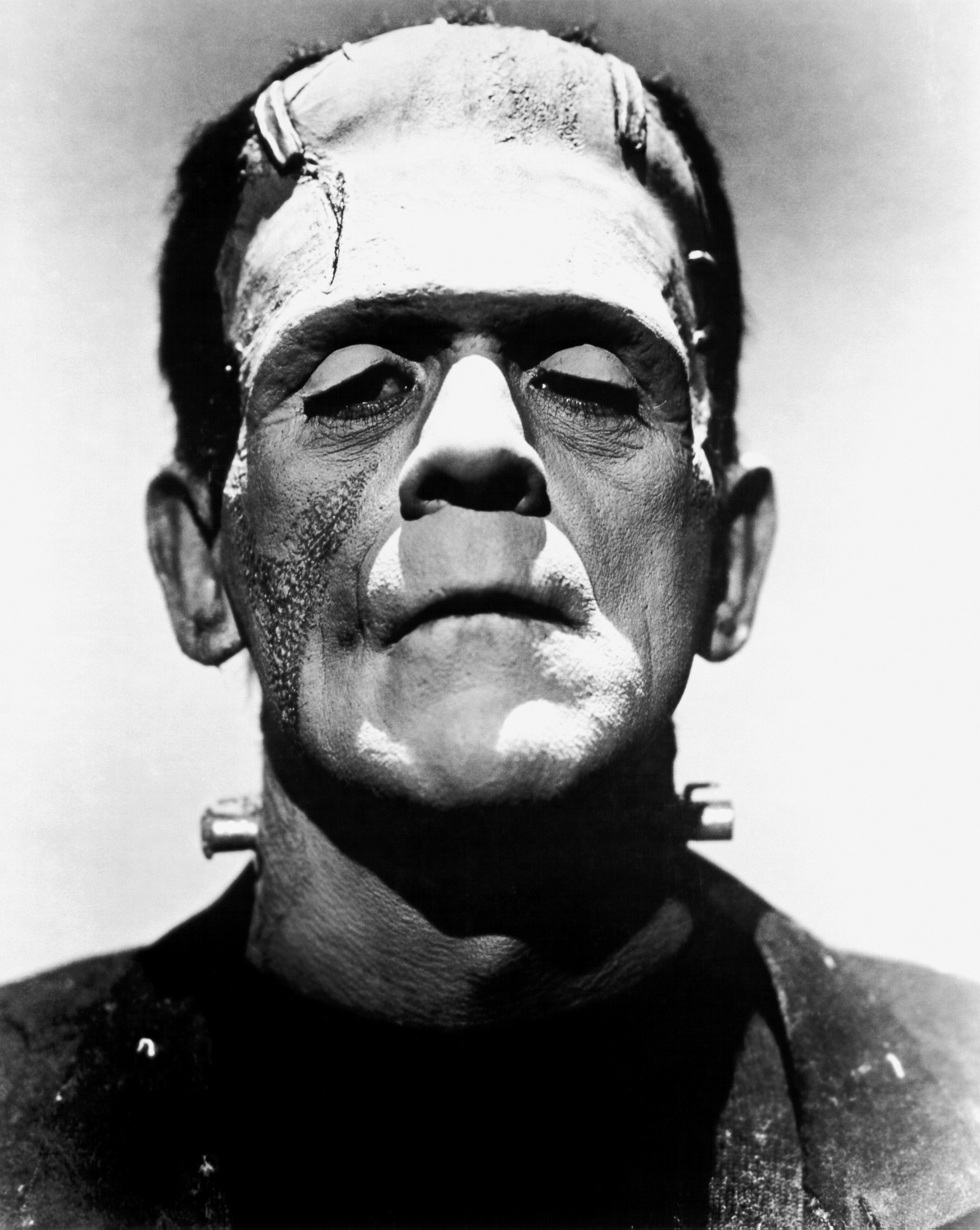
Boris Karloff nel film Frankenstein (1931) di James Whale, basato sul romanzo di Mary Shelley del 1818. Il mostro è stato creato da un esperimento di biologia non ortodosso.

La biologia è un tema della narrativa particolarmente presente nell'ambito della fantascienza. La narrativa impiega sia aspetti reali della scienza come temi o dispositivi di trama, sia estensioni e applicazioni pseudoscientifiche come l'invenzione di organismi immaginari.
Tramite la biologia speculativa, autori con sufficiente abilità sono in grado di creare ciò che la critica letteraria Helen N. Parker chiama "parabole biologiche" che descrivono la condizione umana da un punto di vista alieno. D'altra parte, animali e piante alieni immaginari, in particolare umanoidi, sono stati spesso creati per semplice divertimento. Sam Levin e altri zoologi sostengono che, anche su altri pianeti, la selezione naturale potrebbe generare organismi alieni in qualche modo simili agli umani.
La fantascienza può sottendere un messaggio ottimista o pessimista: Parker afferma che, nella narrativa biologica, il pessimismo è di gran lunga la prospettiva dominante. Le prime opere di fantascienza - come i romanzi di HG Wells - esploravano le nefaste conseguenze dell'evoluzione darwiniana, della spietata concorrenza e del lato oscuro della natura umana. Il mondo nuovo (1932) di Aldous Huxley presenta un'altrettanto cupa analisi dell'ingegneria genetica.
La biologia immaginaria ha inoltre permesso ai maestri della fantascienza - tra i quali Stanley Weinbaum, Isaac Asimov, John Brunner e Ursula Le Guin - di creare "parabole biologiche", o verosimili rappresentazioni di mondi alieni in grado di descrivere, per analogia, la Terra e l'umanità.

## Aspetti della biologia
Branche delle scienze biologiche comunemente impiegate nella narrativa includono la teoria dell'evoluzione, la patologia, la genetica, la fisiologia, il parassitismo e la simbiosi, l'etologia e l'ecologia.

### Evoluzione
L'evoluzione, inclusa l'evoluzione speculativa, è stato un tema importante nella narrativa sin dalla fine del XIX secolo. L'utilizzo di tematiche riguardanti l'evoluzione ebbe tuttavia inizio ancora prima dell'epoca di Charles Darwin, riflettendo le teorie ortogenetiche e lamarckiane, come nel romanzo Lumen (1887) di Camille Flammarion. Aspetti della teoria dell'evoluzione darwiniana si ritrovano comunemente nella letteratura, che siano essi ottimistici (l'evoluzione dell'umanità verso la perfezione) o pessimistici (le terribili conseguenze dell'interazione tra la natura umana e la lotta per la sopravvivenza). L'evoluzione speculativa ipotizza inoltre come l'umanità potrà essere rimpiazzata da altre specie o da macchine intelligenti.

### Patologia

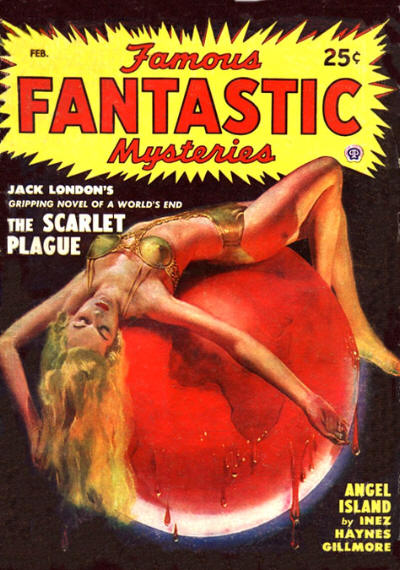
Edizione del 1949 del romanzo La peste scarlatta di Jack London (1912), che descrive le conseguenze di un'epidemia incontrollabile.

La malattia, reale o fittizia, ricopre un ruolo significativo nella letteratura e specialmente nella fantascienza: per esempio la malattia di Huntington e la tubercolosi compaiono in molti libri e film, ma anche pandemie che minacciano l'intera umanità, come nel romanzo Andromeda di Michael Crichton (1969). La fantascienza immagina inoltre i possibili avanzamenti della medicina. Il settimanale The Economist ha suggerito una relazione tra il sentimento generale di "paura e disagio" misurato dall'orologio dell'apocalisse e il numero di romanzi apocalittici che descrivono minacce, inclusi virus mortali, che portano al "quasi annientamento o la totale estinzione della razza umana".
La tubercolosi era una malattia comune nel XIX secolo e, nella letteratura russa, appare in diverse importanti opere. Quello del nichilista tubercolotico è un tema che ricorre frequentemente nei romanzi di Fëdor Dostoevskij: per esempio nel personaggio di Katerina Ivanovna in Delitto e castigo (1866), Kirillov ne I demoni (1873), oltre a Ippolit e Marie ne L'idiota (1869). Anche Turgenev, in Padri e figli (1862), fa ammalare Bazarov di tubercolosi. Nella letteratura inglese vittoriana, tra i principali romanzi sulla tubercolosi vi sono Dombey e figlio (1848) di Charles Dickens, Nord e sud (1855) di Elizabeth Gaskell ed Eleanor (1900) di Mary Augusta Ward.

### Genetica
La narrativa dal XIX secolo affronta aspetti della genetica, tra cui la mutazione e l'ibridazione, la clonazione (come ne Il mondo nuovo), l'ingegneria genetica, e l'eugenetica. La genetica è una scienza giovane, iniziata nel 1900 con il ritrovamento della ricerca di Gregor Mendel sull'eredità dei caratteri nelle piante di pisello. Durante il XX secolo si sono sviluppate nuove branche della scienza, come la biologia molecolare e l'ingegneria genetica, e tecniche, come il sequenziamento del DNA e la clonazione. Il movimento eugenetico ha messo in risalto le problematiche etiche legate alla modifica del genoma umano. Molti romanzi e film di fantascienza utilizzano due aspetti della genetica come meccanismi narrativi: un incidente genetico con conseguenze disastrose oppure la fattibilità e la desiderabilità dell'alterazione genetica deliberata. La narrativa spesso tratta questi argomenti scientifici in modo irregolare e irrealistico. Il film Gattaca (1997), pur tentando una rappresentazione realistica della scienza genetica, è stato criticato dagli scienziati. Nel romanzo Jurassic Park (1990), Michael Crichton descrive la clonazione di interi genomi di dinosauri dai resti fossili di specie estinte milioni di anni fa e il loro uso per creare animali viventi. L'autore ha affermato di essersi ispirato a ciò che era al tempo noto sulla genetica e la biologia molecolare per creare una storia "divertente" e "stimolante".

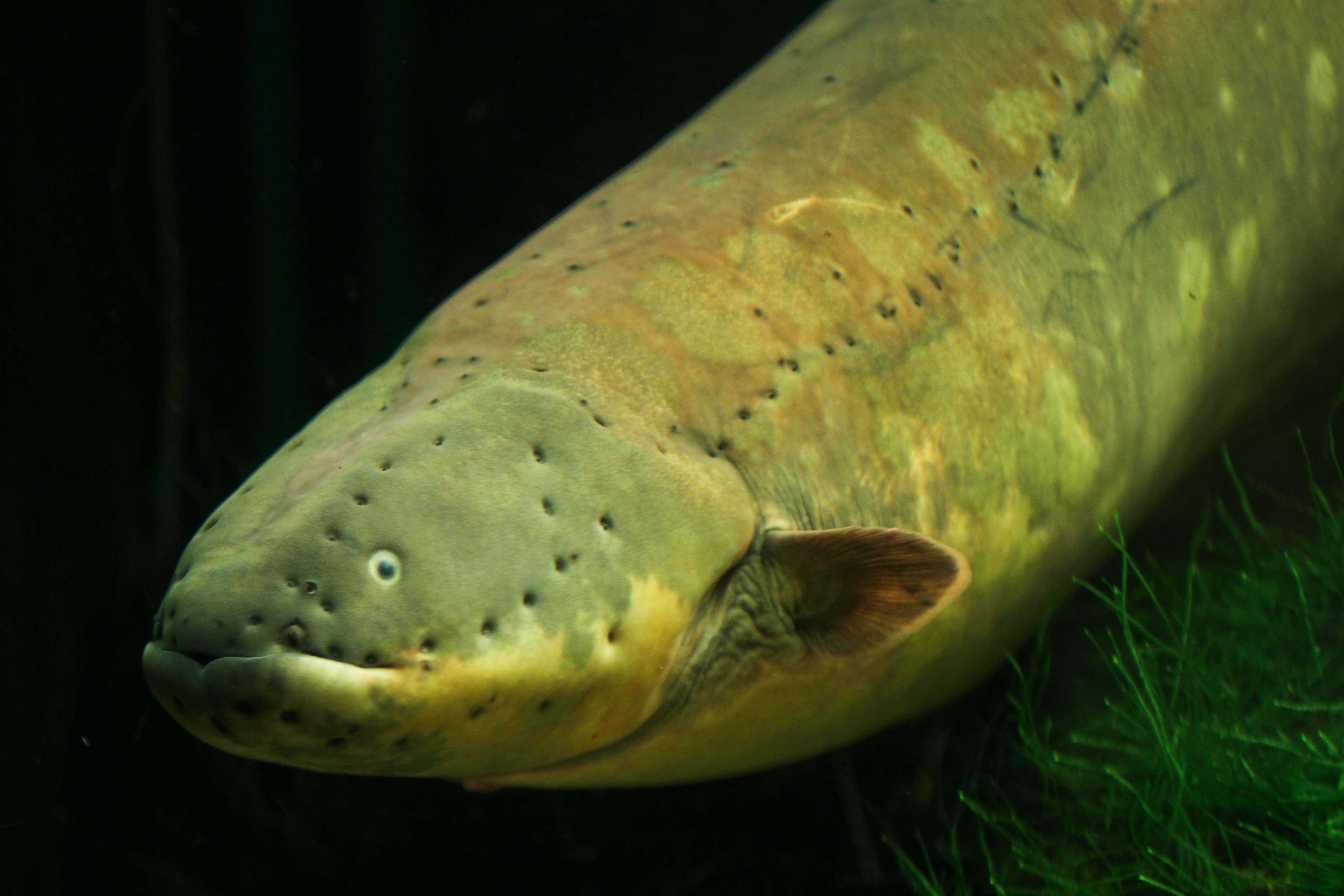
Nel romanzo Ragazze elettriche (The Power, 2016), Naomi Alderman immagina donne dotate di organi elettrici come quelli dell'anguilla elettrica (Electrophorus electricus) e in grado di creare potenti campi elettrici utilizzando dei muscoli modificati. I forellini lungo il corpo dell'anguilla elettrica sono organi della linea laterale che individuano le piccole distorsioni nel campo elettrico generato dalle prede.

Nonostante la genetica fosse nel XIX secolo una scienza ancora agli inizi, autori dell'epoca come Mary Shelley e H. G. Wells seppero creare opere di fantascienza come, rispettivamente, Frankenstein o il moderno Prometeo (Frankenstein; or, The Modern Prometheus, 1818) e L'isola del dottor Moreau (The Island of Dr. Moreau, 1896), in cui si esplorano temi come esperimenti biologici, mutazione e ibridazione, oltre alle loro conseguenze disastrose, aprendo un'importante discussione filosofica riguardante la natura dell'umanità e le responsabilità per la scienza.

### Fisiologia
Lo scienziato protagonista del film Frankenstein (1931) di James Whale utilizza l'elettricità per dare vita al mostro. A sua volta, Mary Shelley si era ispirata agli esperimenti di fisiologia di Luigi Galvani, che aveva utilizzato scariche elettriche per sollecitare contrazioni nei muscoli di una rana morta. Le scariche elettriche sono oggi utilizzate nei pacemaker per mantenere il ritmo cardiaco e nei defibrillatori per la rianimazione.
L'abilità di generare scariche elettriche è un elemento narrativo fondamentale nel romanzo fantascientifico Ragazze elettriche (The Power, 2016) di Naomi Alderman. Nel libro, le donne sviluppano la capacità di generare potenti scariche elettriche dalle dita con le quali sono in grado di stordire o uccidere le proprie vittime. Alcuni pesci, come l'anguilla elettrica (Electrophorus electricus), creano potenti campi elettrici utilizzando muscoli modificati allineati in serie come le celle di una batteria. Nel romanzo, l'autrice fa effettivamente riferimento a tali pesci e all'elettricità generata nei muscoli striati.

### Parassitismo

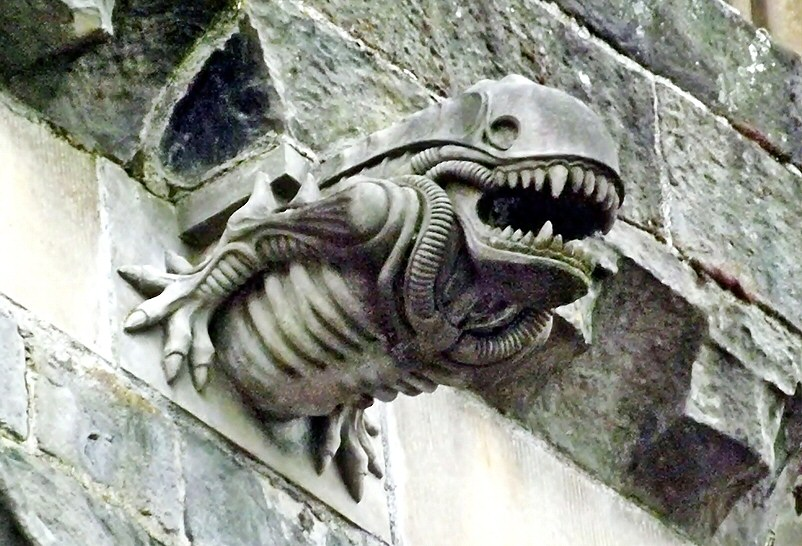
Un gargoyle scolpito negli anni novanta sulle mura dell'abbazia di Paisley che assomiglia a un parassitoide xenomorfo del film Alien.

Sin dai tempi antichi, e particolarmente nel XIX secolo, la narrativa ha frequentemente descritto creature parassitiche come per esempio Lilith, un demone che si nutre di sangue. Tra queste creature vi sono gli alieni mostruosi nei film di fantascienza, che però a volte risultano perfino meno raccapriccianti di ciò che esiste in natura. Autori e sceneggiatori si sono ampiamente ispirati alla biologia dei parassiti reali: parassitoidi, parassiti che influenzano il comportamento delle proprie vittime, parassiti di cova, castrazione parassitaria e le molte forme di vampirismo. Alcuni parassiti immaginari, come i letali parassitoidi xenomorfi in Alien, sono diventati estremamente famosi. La mostruosità ha un fascino innegabile: lo scrittore Matt Kaplan osserva che, nonostante osservare mostri induca sintomi di stress (come l'aumento del battito cardiaco e della sudorazione), il pubblico chiaramente gradisce le opere in cui appaiono queste creature. Kaplan paragona questo comportamento apparentemente masochista al piacere di gustare cibi molto piccanti, che provocano sensazioni di bruciore alla bocca, sudorazione e lacrimazione. Lo psicologo Paul Rozin suggerisce che si provi piacere nel percepire stress quando si sa di non essere veramente in pericolo.

### Simbiosi
La simbiosi (mutualismo) è spesso utilizzata come elemento narrativo in particolare nella fantascienza. Si distingue dal parassitismo in quanto porta mutuo vantaggio agli organismi coinvolti, mentre il parassita infligge danno al suo ospite. I simbionti immaginari spesso conferiscono poteri speciali ai propri ospiti. A partire dalla seconda guerra mondiale, la fantascienza ha iniziato a descrivere relazioni più mutualistiche con le creature aliene, come per esempio nel romanzo Il dono di Farhome (By Furies Possessed, 1970) di Ted White. Nell'episodio La minaccia fantasma della saga di Guerre stellari, Qui-Gon Jinn afferma che i personaggi dotati di più grandi quantità di simbionti microscopici chiamati "midiclorian" percepiscano e siano capaci di utilizzare la Forza.

### Etologia

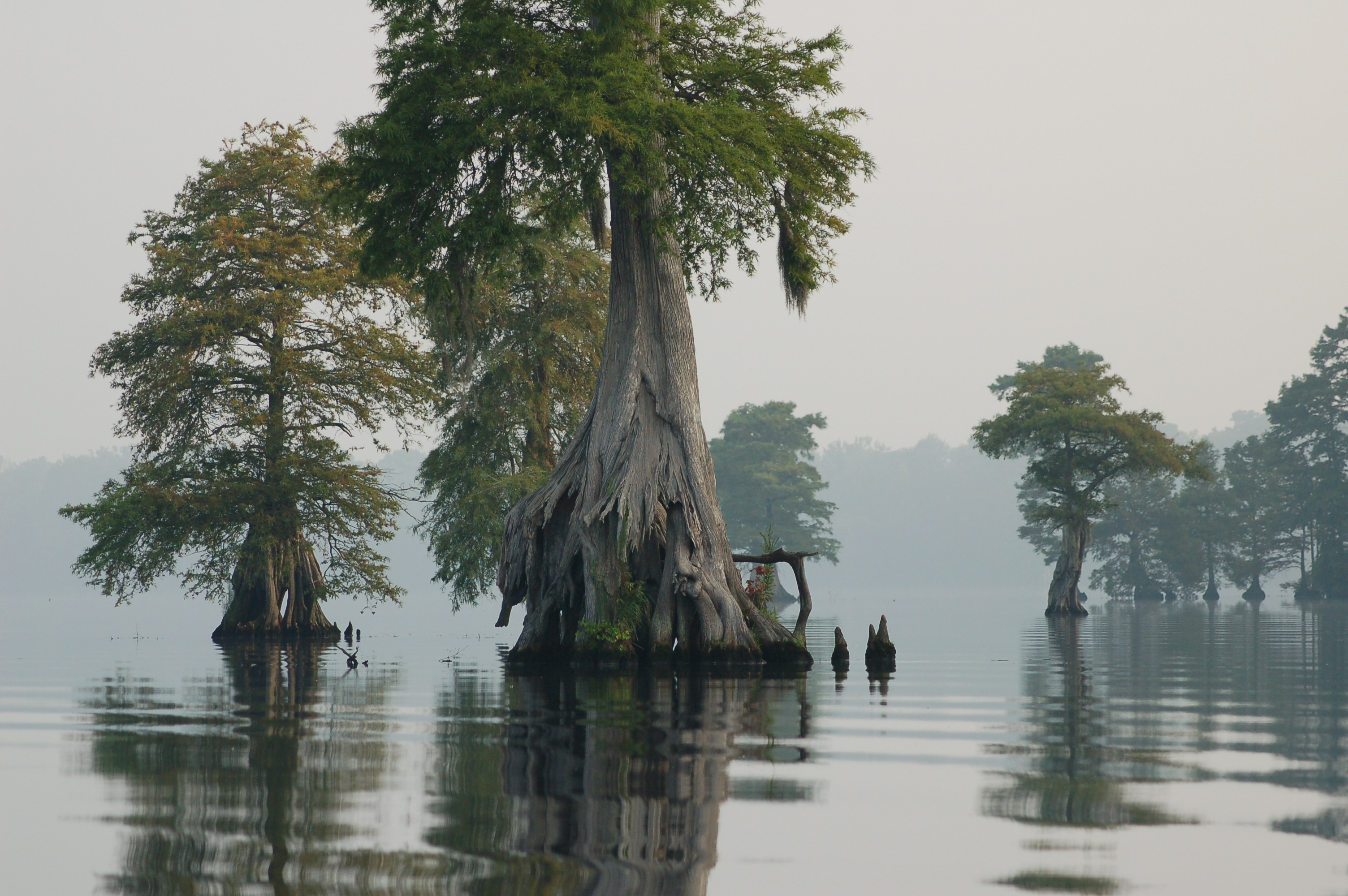
Il romanzo di Delia Owens La ragazza della palude (2018) è ambientato in una palude della Carolina del Nord, dove la protagonista paragona i suoi eccentrici fidanzati ai "fornicatori furtivi" di cui legge in un articolo di etologia.

L'etologia - lo studio del comportamento degli animali - è uno dei temi del romanzo La ragazza della palude, pubblicato nel 2018 dalla studiosa di fauna selvatica Delia Owens. La protagonista, Kya, abbandonata dai suoi genitori all'età di sei anni, cresce da sola in una palude della Carolina del Nord, imparando dagli animali a mimetizzarsi e a cacciare. La "ragazza della palude", come viene chiamata dai locali, legge un articolo di etologia intitolato Sneaky Fuckers e utilizza queste conoscenze per sedurre i ragazzi locali. Kya paragona sé stessa a una lucciola femmina, che utilizza un segnale "ingannevole" per attirare e uccidere i maschi di altre specie, e a una mantide femmina, che inizia a mangiare la testa e il torace del suo compagno mentre il suo addome ancora copula con lei "in perfetta armonia": "Le femmine d’insetto, pensò Kya, sanno come trattare gli amanti".

### Ecologia
L'ecologia - lo studio delle relazioni tra gli organismi e il loro ambiente - appare nella narrativa in romanzi come Dune (1965) di Frank Herbert, la Trilogia di Marte (1992) di Kim Stanley Robinson e L'altro inizio (MaddAdam, 2013) di Margaret Atwood. L'ecologia è uno dei temi principali della saga di Dune, le cui forme di vita includono vermi delle sabbie giganti per i quali l'acqua è fatale e animali simili a topi in grado di sopravvivere nelle condizioni desertiche del pianeta. La saga di Dune ha fortemente influenzato il movimento ambientalista del periodo.
Negli anni settanta nasce l'"ecofiction", cioè la narrativa di fantasia che si ispira all'impatto dell'attività umana sull'ambiente, che include opere di svariati generi inclusi tra gli altri il realismo magico, il romanticismo e la narrativa speculativa. I due filoni principali dell'ecofiction sono le storie che riguardano l'impatto dell'uomo sulla natura e le storie sulla natura (piuttosto che sugli esseri umani). Un'antologia di ecofiction del 1978 include opere del XIX e XX secolo di autori come Ray Bradbury, John Steinbeck, Edgar Allan Poe, Daphne du Maurier, EB White, Kurt Vonnegut Jr., Frank Herbert, HH Munro, J. G. Ballard e Isaac Asimov.

### Organismi immaginari

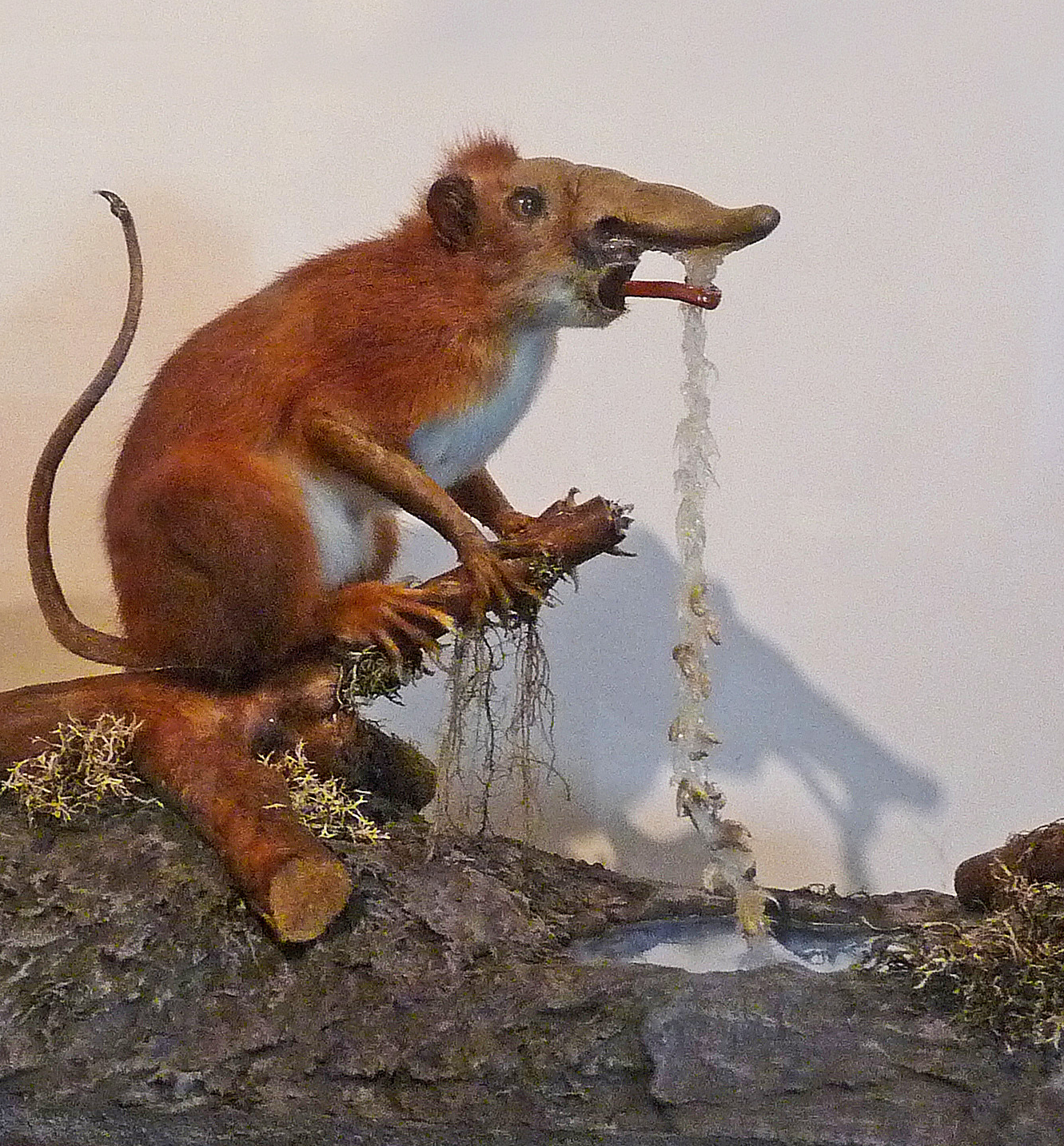
Una finta tassidermia di un rinogrado, una specie immaginaria inventata dallo zoologo tedesco Gerolf Steiner.

La narrativa, in particolare la fantascienza, ha creato un gran numero di specie immaginarie, sia aliene sia terrestri. In particolare, l'evoluzione (o biologia) speculativa, consiste nella progettazione, su basi scientifiche, di organismi immaginari con presupposti particolari.

## Funzioni
La biologia narrativa ricopre un gran numero di funzioni nel cinema e nella letteratura, inclusa la progettazione di mostri terrificanti, l'espressione della visione del mondo di un autore, e la creazione di alieni con funzione di parabola biologica atta a descrivere la condizione umana. La biologia reale, come quella riguardante le malattie infettive, fornisce pure una varietà di spunti, sia personali sia altamente distopici, che trovano posto nella narrativa.

### Mostri e alieni
La biologia immaginaria nella fantascienza è spesso utilizzata per descrivere specie aliene plausibili, a volte semplicemente allo scopo di provocare orrore e a volte per invitare una riflessione. Tra le specie aliene più famose si possono includere i marziani descritti da H. G. Wells nel suo romanzo La guerra dei mondi del 1898, ma anche i mostri dagli occhi d'insetto della fantascienza dell'inizio del XX secolo, i terribili parassitoidi della serie cinematografica di Alien e gli insetti giganti dei film dell'inizio del XX secolo.
Gli alieni umanoidi sono comuni nella fantascienza poiché gli autori tendono a rifarsi agli unici esempi di vita intelligente di cui sono familiari: gli esseri umani. Lo zoologo Sam Levin afferma che gli alieni potrebbero effettivamente tendere ad assomigliare agli umani se evolutisi in ecosistemi guidati dalla selezione naturale. Luis Villazon nota che gli animali mobili devono necessariamente possedere parti posteriori e anteriori. Esattamente come avviene per gli animali bilateri sulla Terra, gli organi di senso degli animali extraterrestri tenderebbero a raccogliersi nella parte anteriore del corpo, formando una testa dove la maggior parte degli stimoli verrebbero ad accumularsi. Le gambe potrebbero rivelarsi utili per ridurre l'attrito e facilitare la coordinazione in creature dall'assetto corporeo simmetrico. Villazon teorizza anche che l'uso degli utensili possa essere una costante tra gli organismi senzienti, nel qual caso saranno dotati di mani e di almeno altri due arti su cui appoggiarsi. In breve, è probabile che eventuali forme di vita intelligenti avranno una forma generalmente umanoide, sebbene siano possibili anche corpi simili a polpi o stelle marine.
Molte piante immaginarie furono create nella narrativa del XX secolo. Tra queste, i trifidi, ovverosia piante semoventi, velenose e carnivore ideate da John Wyndham nel suo romanzo Il giorno dei trifidi del 1951. Samuel Butler, in Erewhon (1872), è forse il primo autore a immaginare piante, in questo caso patate, dotate di "bassa astuzia". Solo alla fine del XIX secolo le piante iniziano ad attaccare i viaggiatori incauti: tra i primi racconti vi sono The Man-Eating Tree, un romanzo del 1881 di Phil Robinson in cui si descrive una pianta carnivora in grado di catturare esseri umani con i suoi rami, poi The Devil Tree of El Dorado (1897) di Frank Aubrey e infine Il terrore purpureo (Purple Terror, 1899) di Fred White. Il racconto di Algernon Blackwood I salici (The Willows, 1907) riguarda alberi malvagi capaci di manipolare la mente delle persone.

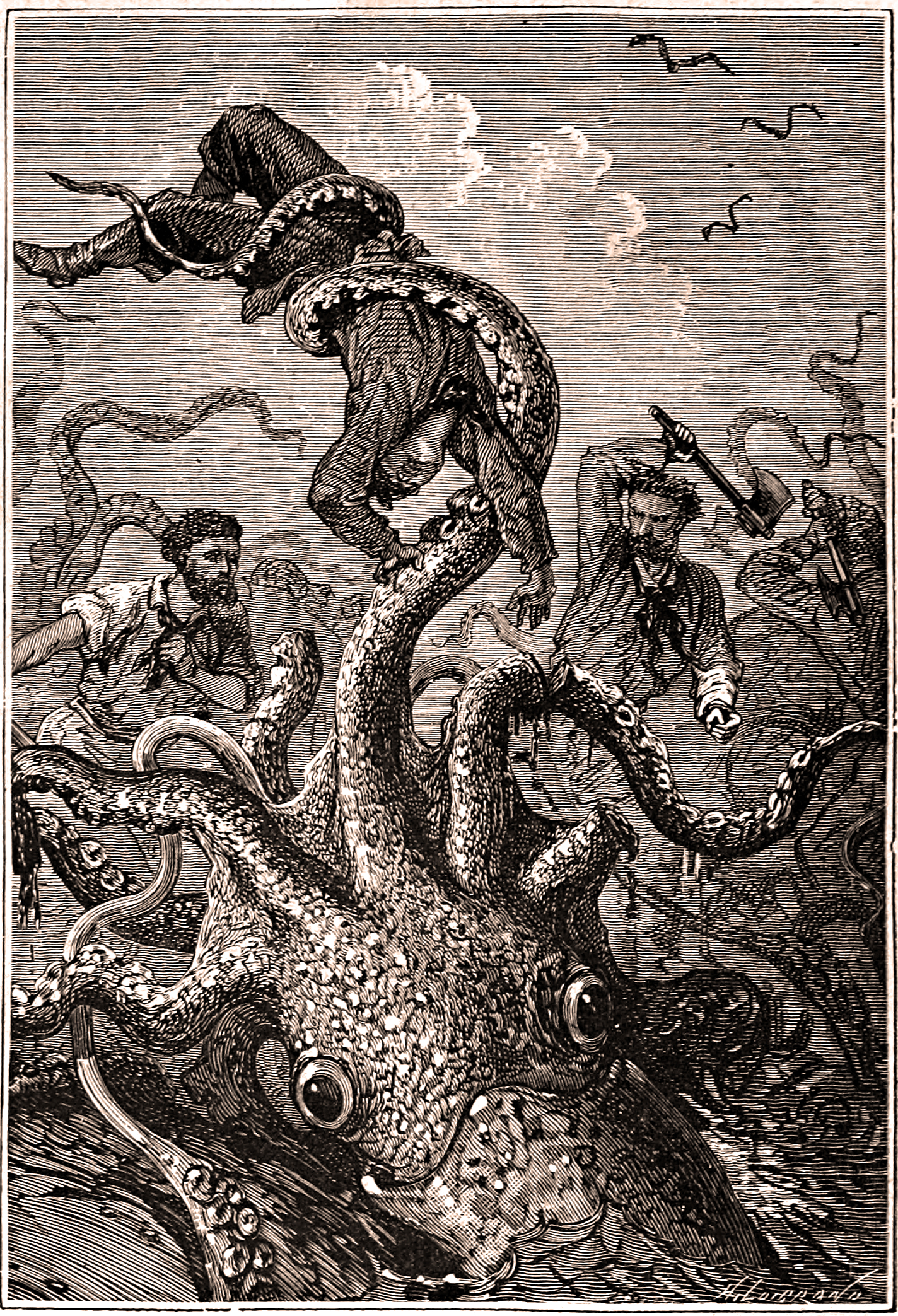
Mostro marino simile a un cefalopode disegnato da Alphonse de Neuville nel 1871 per Ventimila leghe sotto i mari di Jules Verne.
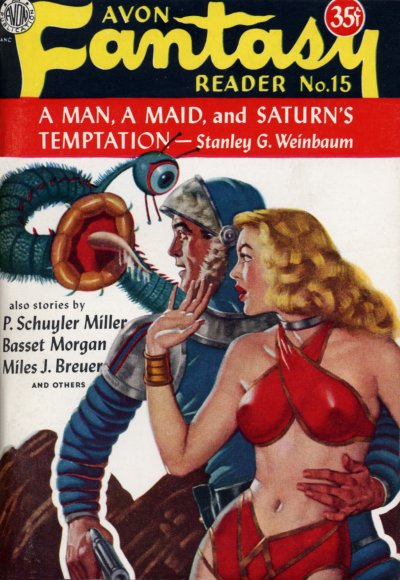
Un mostro dagli occhi da insetto, un tema della fantascienza della prima ora. L'illustrazione fa parte del racconto A Man, a Maid and Saturn's Temptation (1951) di Stanley G. Weinbaum.
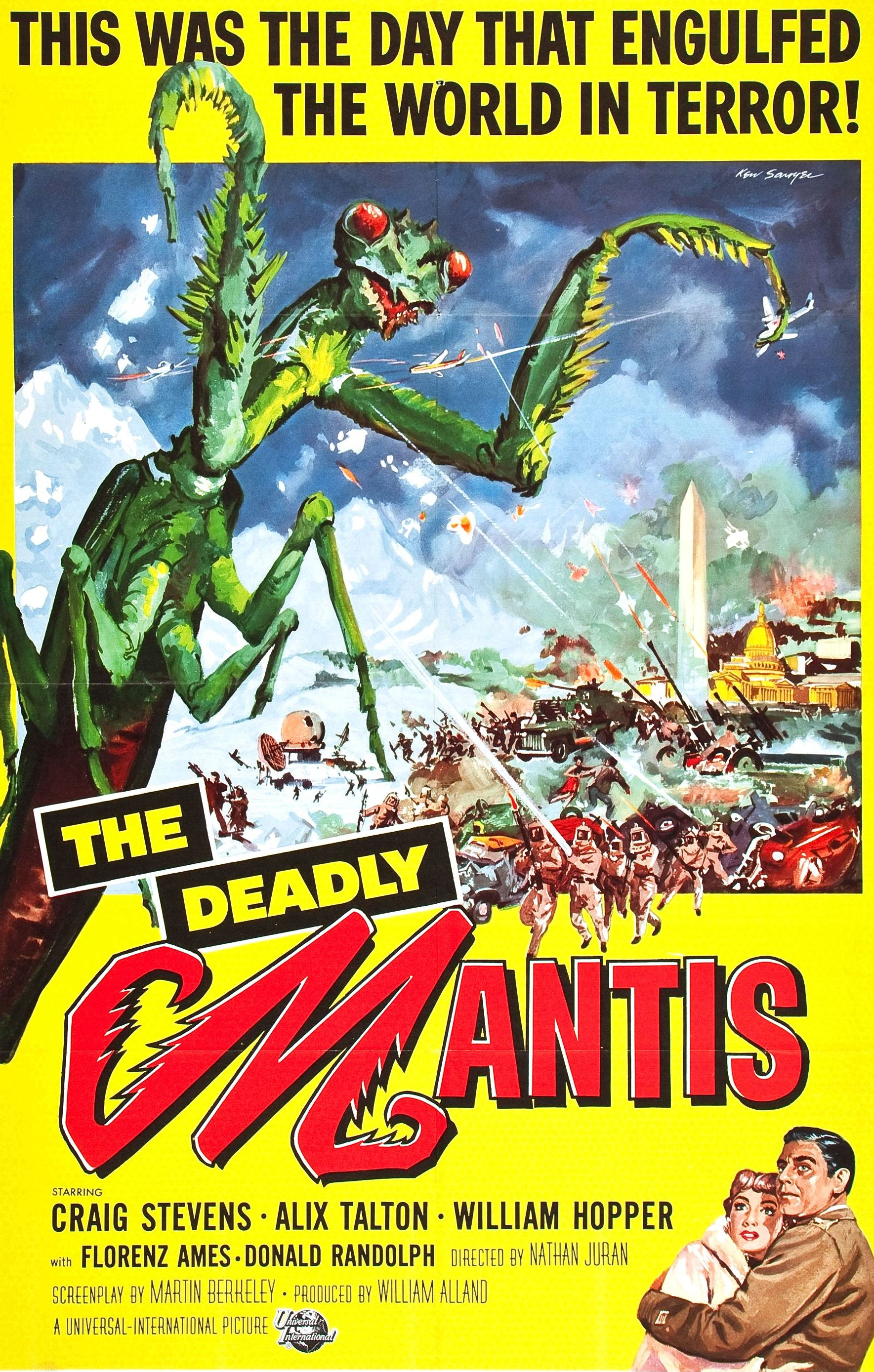
I film dei grandi insetti: locandina di Reynold Brown per il film La mantide omicida (The Deadly Mantis, 1957) di Nathan H. Juran.
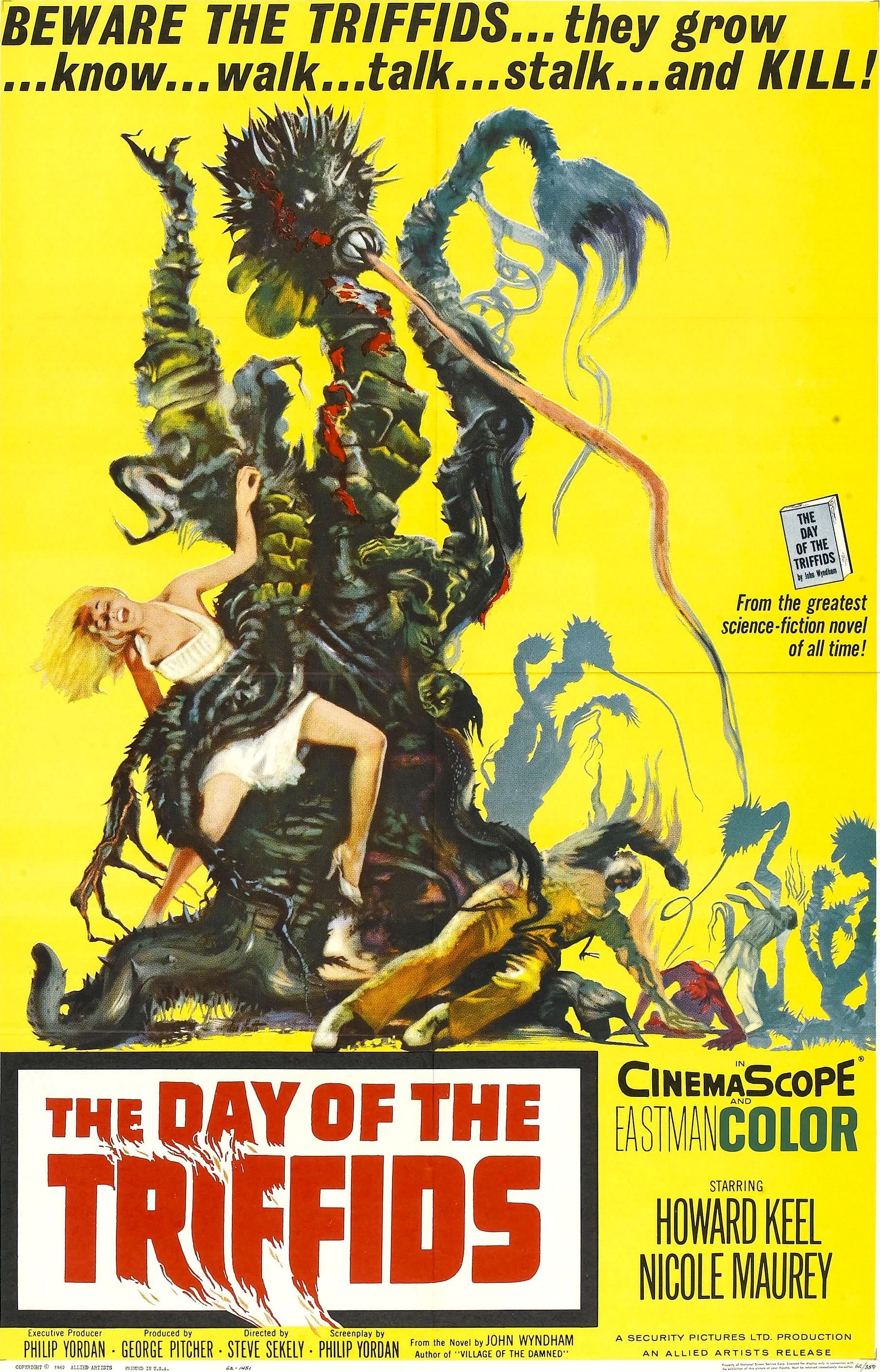
Piante mangiatrici di uomini: locandina del 1962 di Steve Sekely per L'invasione dei mostri verdi, un adattamento cinematografico del romanzo Il giorno dei trifidi (The Day of the Triffids, 1951) di John Wyndham.

### Ottimismo e pessimismo

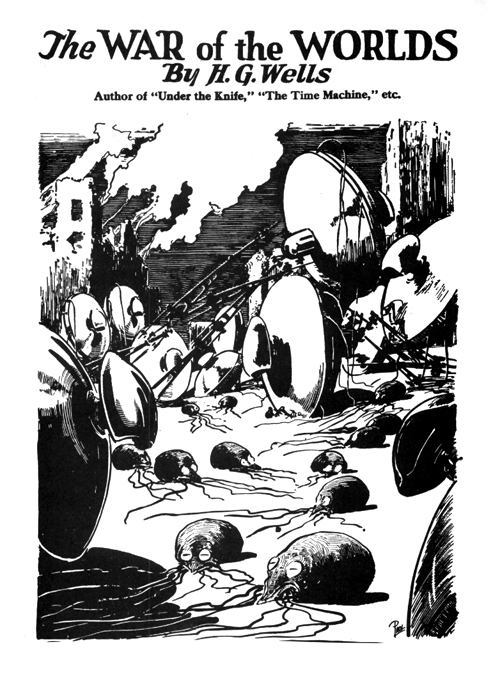
La guerra dei mondi, romanzo del 1898 HG Wells, dimostra un punto di vista pessimista riguardante l'evoluzione umana.

La fantascienza e la biologia speculativa portano messaggi ottimisti o pessimisti a seconda della visione del mondo dell'autore. Mentre le visioni ottimistiche del progresso tecnologico sono abbastanza comuni nella fantascienza hard, le visioni pessimistiche del futuro dell'umanità sono molto più comuni nella narrativa basata sulla biologia.
Il racconto The Last Judgment del biologo evoluzionista JBS Haldane, pubblicato nella raccolta del 1927 Possible Worlds, presenta una delle rare prospettive ottimistiche. Altri esempi di narrativa ottimista sono il romanzo Le guide del tramonto (1953) di Arthur C. Clarke e Galassie come granelli di sabbia (1959) di Brian W. Aldiss. In entrambi i romanzi, l'autore immagina che gli esseri umani del futuro evolveranno capacità mentali divine.
Sin dagli albori della fantascienza, altri autori invece hanno analizzato il lato più spietato dell'evoluzione darwiniana e del principio secondo il quale solo i più adatti potranno sopravvivere. Tra questi, uno dei più importanti è certamente H. G Wells e i suoi romanzi La macchina del tempo (1895), L'isola del dottor Moreau (1896) e La guerra dei mondi (1898), i quali descrivono pessimisticamente il lato più oscuro della natura umana nella lotta per la sopravvivenza. Il cupo romanzo Il mondo nuovo (1931) di Aldous Huxley illustra invece le opprimenti conseguenze dell'ingegneria genetica applicata alla riproduzione umana.

### Parabole biologiche

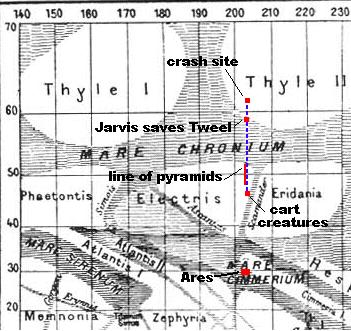
Il percorso del protagonista sulla superficie di Marte nel romanzo Un'odissea marziana (1934) di Stanley G. Weinbaum.

La critica letteraria Helen N. Parker suggerisce che la biologia speculativa potrebbe servire come parabola biologica utile a descrivere la condizione umana, mettendo in contatto la natura umana con quella aliena e consentendo all'autore vedere l'umanità da una prospettiva aliena. Parker nota che questa è un'operazione complessa e conseguentemente solo pochi grandi autori, come per esempio Stanley G. Weinbaum, Isaac Asimov, John Brunner e Ursula K. Le Guin, si sono cimentati nell'impresa. A suo avviso, questi maestri della fantascienza hanno saputo offrire caratterizzazioni straordinariamente complete della vita extraterrestre. In particolare Weinbaum aveva creato un "bizzarro assortimento" di creature intelligenti. Nei romanzi di tutti e quattro gli scrittori - afferma Parker - la narrazione si sofferma sulle interazioni tra alieni e umani, creando profonde analogie tra i due tipi di vita, il che fornisce un'opportunità di osservare la natura umana presente e futura. Il romanzo Un'odissea marziana (1943) di Weinbaum pone domande sulle eventuali modalità di comunicazione tra alieni e umani, razze i cui processi mentali sono completamente diversi. Nel romanzo Neanche gli dei (1972) Asimov esplora le possibilità narrative offerte dalla presenza di universi paralleli e assegna agli alieni il ruolo di protagonisti. Il romanzo Eclissi totale di John Brunner del 1974 crea un intero mondo alieno ispirato alle minacce presenti sulla Terra.
Ne La mano sinistra delle tenebre (1969), Le Guin offre la visione di un universo di pianeti abitati da "uomini" discendenti dal pianeta Hain. Nel libro, l'ambasciatore Genly Ai dei mondi civilizzati dell'Ecumene visita il pianeta dei Gethen, che descrive come "involuti" e "introversi". Quando si ritrova in una situazione pericolosa, deve fuggire attraversando la calotta polare al seguito di una disperata ma ben programmata spedizione guidata da un Lord Cancelliere getheniano in esilio, Estraven. I getheniani sono creature ermafrodite di sesso variabile che attraversano periodi di estro, chiamati "kemmer". Durante il "kemmer", ogni getheniano assume temporaneamente un ruolo rispettivamente maschile o femminile, a seconda che incontri un partner sessuale femmina o maschio. Secondo Parker, questa biologia fittizia riflette ed esemplifica le dualità opposte ma unite del taoismo come luce e oscurità, mascolinità e femminilità, yin e yang. Esiste anche una simile opposizione tra i personaggi di Genly Ai, che redige rapporti accuratamente oggettivi, e di Estraven il/la quale tiene un diario altamente personale. In tal modo, l'avventura e la stranezza della fantascienza esemplificano la natura umana.

### Struttura e temi

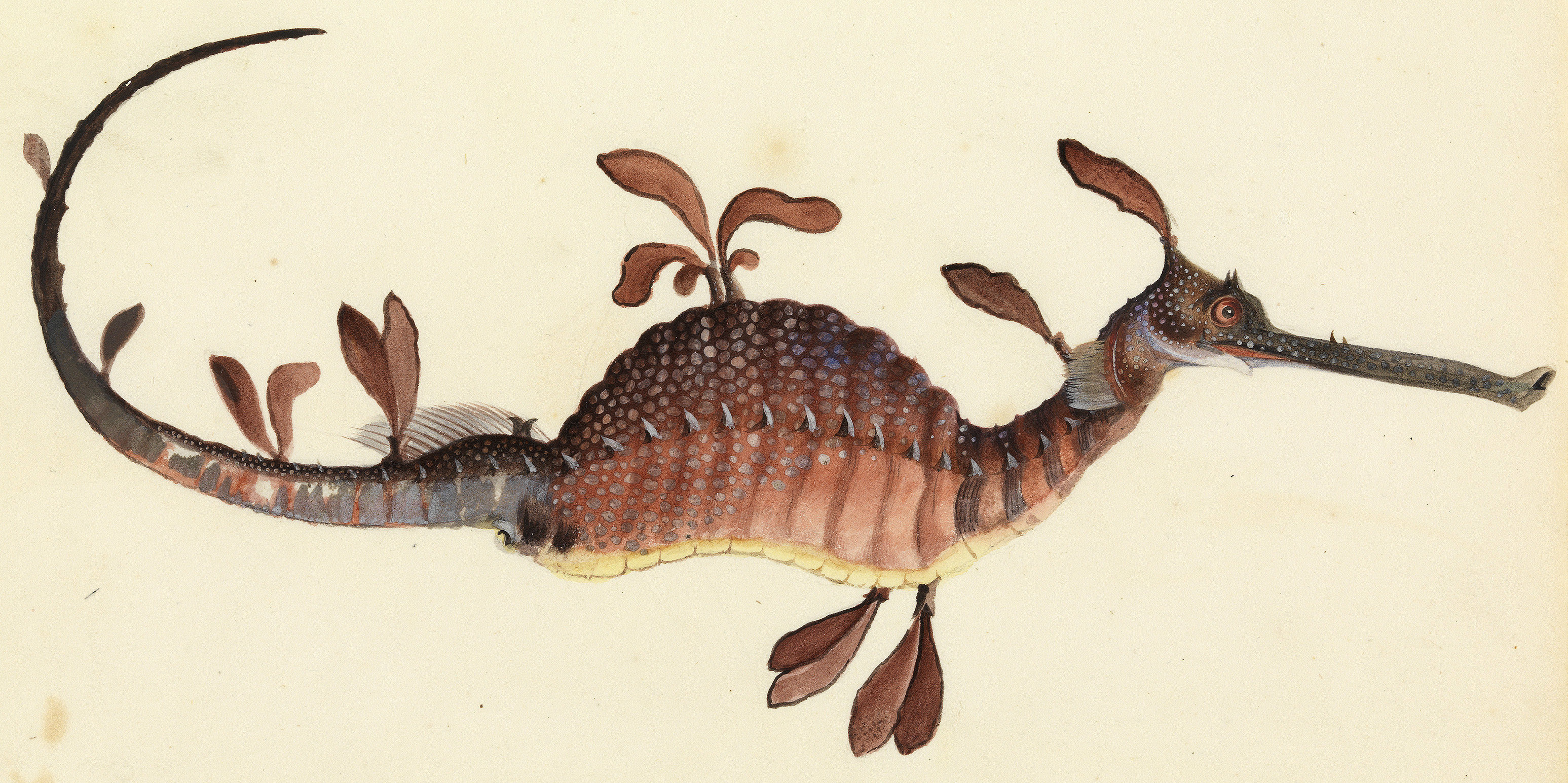
Un disegno del pesce "drago marino comune" (Phyllopteryx taeniolatus) tratto da Sketchbook of fishes di William Buelow Gould (c. 1832), a cui si ispira Richard Flanagan per il suo romanzo del 2001 La vita sommersa di Gould.

La biologia a volte fornisce struttura e temi per i romanzi moderni. Nel romanzo di Thomas Mann La morte a Venezia (1912) i sentimenti del protagonista seguono l'andamento di un'epidemia di colera, che finisce per ucciderlo. Il romanzo di Richard Flanagan La vita sommersa di Gould (Gould's Book of Fish, 2001) utilizza, come titoli dei capitoli e come ispirazione per diversi personaggi, le ventisei illustrazioni di specie ittiche australiane presenti nell'opera dall'artista e galeotto William Buelow Gould.

## Realismo
Il genetista Dan Koboldt nota che la scienza nella fantascienza è spesso eccessivamente semplificata, fienendo così per rafforzare le scorrettezze scientifiche nell'immaginazione popolare. Per esempio, il film Gattaca (1997) rafforza l'idea, ormai sfatata, secondo la quale il destino di una persona è determinato dal proprio codice genetico, oltre a suggerire che i parenti di primo grado posseggano caratteristiche fisiche simili. Il colore degli occhi dei bambini, Koboldt spiega, cambia durante la crescita e infatti gli adulti con gli occhi verdi o marroni spesso avevano gli occhi azzurri da bambini. Inoltre i genitori con occhi marroni possono avere figli con gli occhi azzurri, "e viceversa". Il fenotipo che determina la quantità di melanina è controllato da circa 10 geni diversi e dunque i tratti ereditari possono essere meglio intesi come una gamma di variabilità genetica piuttosto che come una contrapposizione tra blu e marrone. Altri autori nella raccolta curata Putting the Science in Fiction descrivono un'ampia varietà di errori nella rappresentazione di altre scienze biologiche.